# بطرس البستانی
بطرس البستانی (عربی: بطرس البستاني؛ زاده: ۱ مه ۱۸۱۹ - درگذشته: ۱۸۸۳) ملقب به معلم بطرس ادیب و زبان‌دان و مربی و مورخ لبنانی، مربی مدرسه‌های ملی در لبنان و مؤلف اولین قاموس عربی بنام دائرةالمعارف: قاموس عام برای هر هنر و کار و مطلبی. معلم بطرس البستانی که در تاریخ ۱۸۸۳ درگذشت، اولین کسی بود که یک مدرسه ملی مشهور و پیشرفته را در لبنان تأسیس کرد، اولین کسی بود که یک مجله راهنمای برجسته را در لبنان بنیاد گذاشت، اولین کسی بود که یک قاموس عربی طولانی نو و بروز را تألیف نمود و اولین کسی بود که پروژه نوشتن دائرةالمعارف به زبان عربی را شروع نمود و می‌توان گفت که وی یکی از بزرگترین رهبران نهضت عربی عصر حاضر بود.

## زندگی‌نامه
کنیه «البستانی» لقبی است برای یک خانواده مارونی که در دامان خودش عده زیادی از مردان ادب‌پرور را پرورش داد که همه آن‌ها خدمات زیادی به زبان عربی و ادبیات عربی نمودند. بطرس البستانی در روستای الدبیه از مناطق الشوف در لبنان و در تاریخ یکم مه ۱۸۱۹ میلادی متولد شد. وی الهیات و شرعیات دین مسیحی و زبان انگلیسی را خودش فراگرفت و در سال ۱۸۴۰ به بیروت رفت و در آنجا به بعضی از فرستادگان آمریکایی عربی آموزش داد و به آن‌ها در اداره دایره خودشان در بیروت کمک نمود.

## فعالیت‌ها
وی در سال ۱۸۶۰ به عنوان استاد در مدرسه عبیه به کار گمارده شد که در اینکار دو سال مشغول کار بود بعد از آن به عنوان مترجم کنسولگری آمریکا در بیروت مشغول به کار گردید.
بعد از سال ۱۸۶۰ میلادی وی توجه خاصی به آگاه نمودن مردم خودش نمود در این رابطه وی نشریه «نفیر سوریه» را که یک نشریه ملی و مترقی بود ایجاد و منتشر نمود، وی در این نشریه از مردم کشور خودش درخواست نمود که در کنار هم گرد بیایند و کینه‌ها و عقده‌ها را به کناری بگذارند و با هم متحد شوند، در سال ۱۸۶۳ میلادی وی «المدرسه الوطنیه» (مدرسه ملی) مشهور را تأسیس نمود که اولین مدرسه ملی ارجمندی بود که از تمام نقاط لبنان و حتی از کشورهای همجوار نیز دانش آموزان برای یادگیری به این مدرسه می‌آمدند، در این مدرسه عربی، انگلیسی، فرانسوی و وطن‌پرستی آموزش داده می‌شد. بیشترین چیزی که معلم ما به آن شناخته می‌شود زبان و تألیفات وی می‌باشد، وی تألیفات و نوشته‌های بسیاری در زمینه ریاضیات، صرف و نحو عربی و … به نگارش درآورد، بطوریکه برای ما آثار بسیار گرانبهایی در زمینه ادبیات بجا گذاشت که در عصر خود بی‌نظیر بود.
همچنین تعداد زیادی مقاله و نوشته و سخنرانی و… که در نشریات و جراید و مجلات منتشر می‌کرد از خود به‌جای گذاشت، وی همچنین با کمک پسر بزرگ خودش سلیم ۴ نشریه را علاوه بر نفیر سوریه منتشر می‌کرد که عبارت بودند از الجنان، الجنه و الجنینه همه این نشریات نشریاتی سیاسی، تجاری و ادبی بودند که به صورت هفتگی یا روزانه منتشر می‌شدند.

## آثار
- بزرگترین اثر البستانی دائرةالمعارف وی است که به نام قاموس عام برای همه فنون و مطالب شناخته می‌شود، این کتاب شامل ۱۱ جزء است، در نگارش و تألیف این کتاب همه فرزندان وی به‌طور خاص سلیم و نوه‌اش سلیمان خطار البستانی به کار مشغول بودند ولی کار قبل از اینکه این پروژه تمام شود متوقف شد، این قاموس اولین قاموس ملی است که در این زمینه که براساس حدیث در گردآوری می‌باشد.
- اثر دومی که از وی بجا مانده‌است قاموس (لغت نامه) محیط المحیط می‌باشد که عبارت است از یک قاموس جدید و بروز در زبان عربی در دو جلد بزرگ که در سال ۱۸۷۰ در بیروت چاپ و منتشر شد و بعد از آن به سلطان عثمانی از طرف وی تقدیم شد، سلطان عثمانی به وی مدال با شکوه و خیلی خوب سوم (الوسام المجیدی الثالث) را اهدا نمود، این قاموس کماکان امروزه یکی از قاموس‌های جدید و بروز برای زبان عربی می‌باشد. امروزه خیلی دانشجویان زبان عربی و پژوهندگان زبان عربی از این قاموس استفاده می‌کنند، علی‌رغم اینکه بیشتر از صد سال از تألیف این کتاب می‌گذرد، علت این است که اولاً قاموس براساس حروف الفبا تنظیم شده‌است و اولین کلمه ثلاثی مجرد است که در زیر مجموعه آن میزان زیادی از اصطلاحات دانش‌ها و فنون وجود دارد جدای از این هر کلمه به‌طور کامل تشریح و تفسیر شده‌است که از اصل عربی بوده‌است یا وارد زبان عربی شده‌است و در این زمینه اصول بعضی از الفاظ خارجی نیز شرح داده و باز شده‌است، این قاموس حاوی میزان زیادی از الفاظ عامی زنده و مورد استفاده امروز نیز تشریح و باز شده‌است. این قاموس برای تألیف از تمامی قاموس‌های قدیمی نیز کمک گرفته‌است و برپایه آن‌ها بنا و نگارش شده‌است و استفاده از آن بسیار ساده می‌باشد.

کتابخانه لبنان این قاموس را یک بار دیگر در دو جلد تجدید چاپ نمود و سپس در سال ۱۹۷۷ بار دیگر این قاموس را در یک جلد و با تصحیح تمام غلط‌های چاپی آن مجدداً تجدید چاپ نمود که کمک بسیاری در سادگی استفاده از این قاموس می‌نمود.
- البستانی در ترجمه کتاب مقدس (انجیل) از زبان اصلی‌اش به زبان عربی شرکت نمود، اینکار در ۲۳ اوت سال ۱۸۶۴ به پایان رسید، در اینکار همراه وی دکتر عالی سمث، الشیخ ناصف الیازجی، کرنیلیوس فان دایک و الشیخ یوسف الاسیر الازهری شرکت داشتند و در این کار وی را یاری کردند.

پس از آن استاد البستانی فهرست کتاب مقدس را نیز تنظیم نمود بطوریکه در چاپ اول در ۲۹ مارس ۱۸۶۵ کتاب مقدس بدون فهرست منتشر و چاپ گردید ولی در چاپ دوم در سال ۱۸۷۵ این کتاب همراه با فهرست منتشر گردید.

## دانشنامه
دانشنامه پطرس بستانی در قطع رحلی چاپ بیروت می باشد ولی متأسفانه نه جلد آن چاپ شده و ناقص است. با این اوصاف دایره‌المعارفی جامع و عمومی است. این کتاب نفیس به جز برخی کتابخانه های بزرگ ایران در جایی پیدا نمیشود. کتاب مصور هست.نمونه هایی از دانشنامه های عربی چاپ بیروت:
- ترجمه دایره المعارف اسلام لیدن در پانزده جلد رحلی تا حرف عین
- تاج العروس زبیدی که هم لغتنامه هست و هم اعلام پر بیست جلد
- الاعلام خیرالدین زرکلی
- معجم مولفین اثر کحاله
- المنجد لغت و اعلام
- المنجد تاریخ و جغرافیا فردینان توتال مصور
- معجم البلدان یاقوت حموی
- الوافی بالوفیات سی جلد چاپ ویسبادن
- تاریخ ادبیات عرب کارل بروکلمان
- تاریخ دستنوشته های عربی فواد سزگین
- دانشنامه فرید وجدی در ده مجلد
- فوات الوفیات ابن شاکر کتبی ذیل الوافی بالوفیات هست
- الاغانی در ۲۵ جلد ابوالفرج اصفهانی
- الاصابه فی تمیز الصحابه عسقلانی
- اسد الغابه
- الاستیعاب فی المعرفه الاصحاب ابن عبد ربه اندلسی
- العقد الفرید دانشنامه عمومی
- حلیه الاولیا و طبقات الاصفیا در ده جلد
- کشف الظنون عن اسامی الکتب و الفنون کاتب چلبی
- ایضاح المکنون فی ذیل کشف الظنون اسماعیل پاشا
- هدیه العارفین ( ذیل کتاب حاج خلیفه) اسماعیل پاشا بغدادی
- وفیات الاعیان ابن خلکان
- اعیان الشیعه
- وسایل الشیعه حر عاملی
- ابجد العلوم
- معجم القبایل العرب پنج جلد عمر رضا کحاله
- معجم فی الاحادیث النبوی در کتب صحاح السته چاپ نفیس لیدن هلند در هفت جلد رحلی
- تاریخ الاداب اللغه العربیه جرجی ریدان
- المستشرقون نجیب عقیقی
- طبقات ابن سعد واقدی
- میزان الاعتدال فی نقد الرجال